# Halitiarella minuta
Halitiarella minuta är en nässeldjursart som beskrevs av Xu, Huang och Chen 1991 . Halitiarella minuta ingår i släktet Halitiarella och familjen Protiaridae. Inga underarter finns listade i Catalogue of Life.